# Frieda Zamba
Frieda Zamba fut une surfeuse professionnelle américaine née le 25 octobre 1965, 4 fois championne du monde de surf (1984/1985/1986 et 1988).

## Carrière
À 16 ans elle gagne son premier concours Pier Canaveral à Cocoa Beach, Floride. Son mentor et entraineur Flea Shaw (qu'elle épousera en juin 1987) l'invite à aller sur la côte ouest participer au Women Pro Surf Tour (WPS).
Frieda est réticente à prendre l'avion vers la Californie en 1982 pour rivaliser avec les meilleures surfeuses du monde : Debbie Beacham, Rell Sunn, Lynne Boyer mais finit par s'inscrire au Women's Pro de Solana Beach. Deux jours et 18 manches plus tard, elle est victorieuse. Frieda Zamba finira sixième de sa première saison (le plus bas de classement de sa carrière). En 1983 elle finira deuxième, derrière sa rivale californienne Kim Mearig.
En 1984, elle remporte son premier de quatre championnats du monde et devient la plus jeune titrée à de 19 ans. Ce n'est que le début de sa position dominante sur l'une des époques les plus fortes chez les surfeuses. 
Quand Zamba a commencé le surf à la fin des années 1970, shortboarding l'approche progressivement puissant mais tous avaient éliminé le sport dans l'intérêt des femmes - et vice versa. En effet, bien que la légende du surf des années 1960 Mimi Munro ait grandi dans la ville voisine de Ormond Beach, Zamba - qui a surfé sur Flagler depuis l'âge de 12 - n'avait jamais entendu parler d'elle. Au lieu de cela, Zamba ramasse rapide et son style agressif du contingent local de sexe masculin alors que surfer "à l'encontre des mêmes cinq filles" dans la zone de concours amateur. 
En 1988 elle devient la première quadruple championne du monde depuis Mark Richards.

## Palmarès

### Titres
- 4 fois championne du monde